# Horváth Béla (labdarúgó, 1961)
Horváth Béla (1961. március 23. –) labdarúgó, kapus.

## Pályafutása
1979-ben került fel a Kisvárda utánpótlásából a felnőtt keretbe. Ezután a Videoton utánpótlásban szerepelt, ahol 1981 nyarán kapott a felnőttekhez szerződést. 1982 februárjában bevonult katonának. 1983 augusztusáig Mezőtúron a Honvéd Szabó Lajos SE-ben játszott. Innen visszakerült a Videotonhoz, de októbertől ismét Mezőtúron szerepelt. 1985 nyarán igazolt Debrecenbe. 1985 és 1992 között a Debreceni VSC labdarúgója volt. Az élvonalban 1987. május 23-án mutatkozott be a Békéscsaba ellen, ahol 0–0-ás döntetlen született. Az 1992–93-as idényben a Békéscsaba kapusa volt. 1993 és 1996 között ismét a Debrecen csapatában szerepelt. Tagja volt az 1994–95-ös bajnoki bronzérmes csapatnak. Az élvonalban összesen 137 mérkőzésen védett. Ezt követően Diósgyőrbe igazolt, de még 1996 nyarán kétszer műtötték a térdét, majd októberben és decemberben is operációra volt szüksége. Ezt követően a DFC felbontotta szerződését.
1997 áprilisától a DVSC technikai vezetője lett. Ezt a posztot 2010-ig töltötte be.

## Sikerei, díjai
- Magyar bajnokság
  - 3.: 1994–95